# 唐穆
唐穆（1498年—1546年），字景文，號養吾，廣東承宣布政使司瓊州府瓊山縣東廂（今海南省海口市琼山区）人。唐冑之子，明朝政治人物。

## 生平
廣東鄉試第四名舉人。嘉靖十七年（1538年）戊戌科進士。授户部主事，改礼部主客司员外郎。

## 家族
曾祖唐乾畀，贈通議大夫戶部左侍郎；祖父唐正，贈通議大夫戶部左侍郎；父唐冑，戶部左侍郎。母鍾氏（封淑人）。具庆下。弟唐秩、唐稼。
唐秩（1502年—1567年），字天叙，号存吾，又号水竹。唐稼（1506年—？年），字养素，号乐吾。